# Honkajoki
Honkajoki es un municipio de Finlandia.
Se localiza en la provincia de Finlandia Occidental y es parte de la Región de Satakunta. La población de Honkajoki es de 1,800 (junio de 2015)  y cubre un área de 331.22 km² de los cuales 1.80 km² son agua (enero, 2011). La densidad de población es de 5.43/km².
El municipio es monolingüe y su idioma oficial es el finlandés.